# Moosgraben (Geislinger Mühlbach)
Der Moosgraben ist ein etwa 9 km langer  Wasserlauf, der bei Roith in der Gemeinde Mintraching im Oberpfälzer Landkreis Regensburg von links und Westen in den  Geislinger Mühlbach mündet. Sein Oberlauf vom Regensburger Stadtteil Harting an heißt Lohgraben.

## Geographie

### Verlauf
Der Moosgraben entspringt im Regensburger Stadtteil Harting unter dem Namen Lohgraben auf etwa 333 m ü. NHN am Südrand eines Feldes in einem östlich auslaufenden, den Ort in zwei Siedlungsbereiche teilenden Flurkeil. An dessen Südrand läuft er ostwärts, anschließend weiter übers Feld bis zum Rand der Walhallastraße neben dem großen Gewerbegebiet im Süden von Neutraubling, wo er auf dessen Stadtgemarkung übertritt und in einer Verdolung verschwindet. Erst am Ostrand der Kleinstadt fließt er nach der Haidauer Straße wieder im Freien, ab hier heißt er Moosgraben  und läuft an der einseitig besiedelten Moosgrabenstraße vorbei; hier wurde der vorher wie andernorts auch heute noch meist kanalartige Graben inzwischen renaturiert. Östlich der Ortslage passiert er den großen ehemaligen Baggersee Guggenberger See an dessen Nordrand und wechselt dann bald auf die Gemarkung der Gemeinde Mintraching, worauf er bis zu seiner Mündung ungefähr ostsüdöstlich läuft. Er fließt am Ortsteil Rosenhof am rechten und dann Wolfskofen am linken Ufer vorbei. Das folgende Roith liegt in etwas Abstand im Norden. Neben einem Kiesabbau zur Linken und dem Roither See zur Rechten mündet er dann nach 9,1 km auf etwa 328 m ü. NHN gegenüber einem weiteren Abbaurestsee in den Pfatter-Zufluss Geislinger Mühlbach.

### Einzugsgebiet
Das 17,2 km² große Einzugsgebiet des Moosgrabens liegt, naturräumlich gesehen, zur Gänze im Unterraum Dungau des Unterbayerischen Hügellandes. Es i erstreckt sich schlank, leicht nach Norden ausgebogen, fast 11 km weit vom Südrand des Weintinger Holzes nach Osten zur Mündung; quer dazu ist es überall unter 2,5 km breit. Darin läuft der Loh- bzw. Moosgraben im Ober- und Mittellauf recht nahe an der nördlichen Wasserscheide.
An der Nordwestseite fließt der Aubach zum Regensburger Osthafen an der Donau, der auch noch einen Teil des Gebietes vor der Nordseite entwässert. Weiter im Osten konkurriert jenseits der nördlichen Wasserscheide ein weiterer Augraben der als Freisinger Ableiter am namengebenden Ort in die Donau mündet, vor allem über seinen rechten Zulauf Heisinger Graben. Gegenüber der nordöstlichen Grenze läuft ein anderer Moosgraben ostwärts, er entwässert letztlich abwärts in den Geislinger Mühlbach. Südlich des Moosgrabens-Einzugsgebietes liegt das des aufwärtigen Geislinger Mühlbachs, der lange nahe und ungefähr östlich parallel läuft, größtenteils noch unter seinem Oberlaufnamen Lohgraben; im südwestlichen Bereich schiebt sich dabei das Entwässerungsgebiet seines linken Zuflusses Litzelbach vor sein eigenes.
Das Terrain im Einzugsgebiet ist sehr flach. Noch die größten Erhebungen zeigt es um den Burgweintinger Ziegelhof im Weintinger Holz an dessen Westspitze etwa 2,5 km südwestlich der Quelle in Harting. Dort wird einmalig eine Höhe von etwas über 365 m ü. NHN erreicht. Außer dort liegt das Gelände überall unter 342 m ü. NHN oft unter 330 m ü. NHN. Dementsprechend sind die Wasserscheiden fast nirgendwo ausgeprägt.